# Иванов, Сергей Иванович (актёр)
Сергей Иванович Иванов (7 декабря 1940; Ленинград — 27 апреля 1985; Ленинград) — советский актёр театра и кино, педагог.

## Биография
Родился 7 декабря 1940 года в Ленинграде в семье отца, который работал начальником цеха Ленинградского завода «Красный Октябрь» и матери, которая трудилась кассиром хлебторга в этом же городе. 
Учился в Ленинградской средней школе № 174, которую окончил в 1958 году, после чего поступил в Ленинградский теплотехнический техникум, который окончил в 1961 году. После, работал разнорабочим. 
Интерес к творчеству проявился давно, но лишь в 1962 году Иванов прошёл конкурсный отбор и поступил на актёрский факультет ЛГИТМиКа к Т. Г. Сойниковой. Получив диплом драматического артиста, в 1966 году был принят в труппу Ленинградского театра имени Ленинского комсомола.  
С начала 1970-х годов начал активно сниматься в кино. В 1979 году после решения отставить театр, посвятил дальнейшие годы педагогической деятельности. Преподавал на кафедре актёрского мастерства ЛГИТМиКа и являлся директором учебного театра. 
Ушёл из жизни 27 апреля 1985 года в Ленинграде. Похоронен на Богословском кладбище своего родного города. 

## Фильмография
- 1966 — Ты приходи к нам, приходи... — начальник пионерского лагеря
- 1968 — Перед бурей — Александр
- 1970 — Король Лир — герцог Бургундский
- 1970 — Ференц Лист – Грёзы любви — император Николай I
- 1979 — Вернёмся осенью — врач
- 1979 — Впервые замужем — Юрий Ермолаевич
- 1979 — Жена ушла — Поляков
- 1979 — Инженер Графтио — Ульман
- 1979 — Пани Мария — Станислав Адамович
- 1980 — Жизнь и приключения четырёх друзей — врач
- 1981 — Пропавшие среди живых — Семён Бугаев
- 1981 — Что бы ты выбрал? — гость на свадьбе
- 1982 — Ослиная шкура — придворный
- 1982 — Шурочка — офицер
- 1983 — Место действия — зритель
- 1983 — Семь крестиков в записной книжке — Сайяр
- 1985 — Сон в руку, или Чемодан — хозяин стройки